# Clarendon (typsnitt)
Clarendon är ett typsnitt som skapades 1845 av Robert Besley och Benjamin Fox på det engelska stilgjuteriet Fann Street Foundry.

Exempeltext

Med sina kraftiga seriffer brukar det kategoriseras som en egyptienne.